# Gorsley and Kilcot
Gorsley and Kilcot est une paroisse civile du Gloucestershire, en Angleterre.